# Vesseaux
Vesseaux – miejscowość i gmina we Francji, w regionie Owernia-Rodan-Alpy, w departamencie Ardèche.
Według danych na rok 1990 gminę zamieszkiwało 1065 osób, a gęstość zaludnienia wynosiła 57 osób/km² (wśród 2880 gmin regionu Rodan-Alpy Vesseaux plasuje się na 743. miejscu pod względem liczby ludności, natomiast pod względem powierzchni na miejscu 560.).

## Populacja

Populacja Vesseaux w latach 1962-2008